# تشاد دوسن
تشاد دوسن (بالإنجليزية: Chad Dawson)‏ (13 يوليو 1982 بهارتسفيل في الولايات المتحدة - ) هو ملاكم أمريكي، صنّف ضمن فئة الوزن المتوسط والوزن الثقيل الخفيف ‏ والوزن المتوسط السوبر ‏.

## إحصائيات
خاض خلال مسيرته 41 نزالا، فاز في 34 وخسر في 5. فاز بالضربة القاضية في 19 نزالا.

## روابط خارجية
- تشاد دوسن على موقع بوكس ريك (الإنجليزية) (registration required)